# MAP-Kinase-Inhibitor
Ein MAP-Kinase-Inhibitor ist ein Hemmstoff des MAP-Kinase-Wegs und gehört als Tyrosinkinase-Inhibitor oder Serin/Threoninkinase-Inhibitor zu den Proteinkinaseinhibitoren.

## Eigenschaften
MAP-Kinasen (Mitogen-aktivierte Proteinkinasen) sind Tyrosinkinasen, die an der Regulation verschiedener zellulärer Vorgänge beteiligt sind, z. B. Zellteilung und Differenzierung. Einige Onkogene sind MAP-Kinasen, weshalb Hemmstoffe zur Behandlung von Tumoren eingesetzt werden, z. B. Hemmstoffe von BRAF bei BRAF-mutierten Melanomen oder K-Ras-Hemmstoffe bei Darmkrebs.
Raf-Inhibitoren sind z. B. SB590885, PLX4720, XL281, RAF265, Encorafenib, Dabrafenib und Vemurafenib.
Verschiedene MEK-Inhibitoren wurden entwickelt, darunter Trametinib (GSK1120212, teilweise auch mit Dabrafenib), Selumetinib, Binimetinib oder MEK162, PD-325901, Cobimetinib oder XL518 (in Kombination mit Vemurafenib), U0126, CI-1040 und PD035901.
JN-Kinasen (JNK) sind unter anderem an TypII-Diabetes mellitus, Rheuma und an neuronaler Excitotoxizität nach einer Ischämie beteiligt. JNK-Inhibitoren werden zur Behandlung von entzündlichen Vorgängen untersucht. Der JNK-Inhibitor AM-111 wird zur Behandlung mancher Formen von Schwerhörigkeit verwendet.
Die meisten bisherigen Inhibitoren von p38 sind zu hepatotoxisch für eine Verwendung im Menschen.